# Renée Cox
Pour les articles homonymes, voir Cox.
Renée Cox, née le 16 octobre 1960, est une artiste, photographe, conférencière, militante politique et conservatrice jamaïcaine et américaine. Son travail fait partie du mouvement artistique féministe aux États-Unis (en). Parmi ses œuvres provocatrices les plus connues figurent Queen Nanny of the Maroons, Raje et Yo Mama's Last Supper, (en) qui illustrent sa conception féministe noire. En outre, son travail se situe aux intersections du travail culturel, du militantisme, du genre et des études africaines. En tant que spécialiste du portrait cinématographique et numérique, Cox utilise la lumière, la forme, la technologie numérique pour représenter les identités et la beauté intrinsèque de ses sujets et d'elle-même.

## Contexte
Cox « consacre sa carrière à déconstruire les stéréotypes et à reconfigurer le corps de la femme noire, en utilisant sa forme nue comme sujet. ». Elle se prend comme modèle principal afin de promouvoir l'amour-propre prôné par Bell Hooks dans son livre Sisters of the Yam, car comme l'écrit Cox dans une déclaration « l'esclavage a dépouillé les hommes et les femmes noirs de leur dignité et de leur identité et cette histoire continue d'avoir un effet négatif sur la psyché afro-américaine. ». L'une des principales motivations de Cox est de créer de nouvelles représentations visuelles positives des Afro-Américains. Dans son article A Gynocentric Aesthetic, Cox  explique que le recours à un art matriarcal transforme les expressions esthétiques pour intervenir dans la vie quotidienne et la société, alors que les discussions artistiques compartimentées mettent l'accent sur la beauté plutôt que sur le processus et l'expression.
Greg Tate (en), journaliste pour The Village Voice écrit :  « (Renee) est sa propre héroïne. Elle utilise son travail comme une plateforme pour s'aimer elle-même. Et elle s'amuse clairement dans son jeu de rôle. C'est une attitude très new-yorkaise : "Ouais, et alors ? Je suis Jésus. Je suis Wonder Woman" »[réf. nécessaire].
Cox est également curatrice et actrice. Elle a réalisé des projets pour la Rush Art Gallery depuis sa création. En 1996, elle organise une exposition intitulée No Doubt au Aldrich Contemporary Art Museum à Ridgefield, dans le Connecticut. Elle joue aussi dans le film indépendant de Bridgett Davis, Naked Acts, où elle interprète le rôle d'une photographe[réf. nécessaire].

## Carrière

### Carrière éditoriale
Pendant ses études à l'Université de Syracuse, Cox se spécialise en études cinématographiques. Après son diplôme, elle décide de se consacrer à la photographie. Elle débute comme rédactrice adjointe de mode au magazine Glamour puis déménage à Paris pour poursuivre une carrière de photographe de mode. Elle passe trois ans à Paris, photographiant pour des magazines tels que Votre Beauté et Vogue Homme et pour les créateurs Issey Miyake et Claude Montana, entre autres.
Cox retourne à New York, où elle continue à travailler comme photographe de mode pendant dix ans. Parmi ses clients figurent des magazines éditoriaux tels que Essence, Cosmopolitan, Mademoiselle et Seventeen. Elle travaille avec Spike Lee, en produisant l'affiche de son film School Daze de 1988.
Au début des années 1990, après la naissance de son premier fils, Cox décide de se consacrer  à la photographie d’art. Elle obtient une maîtrise en beaux-arts à la School of Visual Arts de New York e travaille ensuite un an avec Mary Kelly et Ron Clark dans le cadre du programme d'études indépendantes Whitney[réf. nécessaire].

### Carrière dans les beaux-arts
En 1994, Cox expose It Shall Be Named dans l'exposition Black Male: Representations of Masculinity in Contemporary American Art (en), organisée par Thelma Golden (en)au Whitney Museum of American Art à New York. Une critique de l'exposition publiée dans Art in America décrit l'œuvre comme faisant référence« aux formes d'art traditionnelles – en l'occurrence, les crucifix sculptés de l'Italie des XIIIe et XIVe siècles – avec une profonde solennité. Les « distorsions » et les élisions modernes de la représentation de Cox interagissent avec la référence au martyre emblématique pour évoquer la terrible histoire des lynchages, des coups et de l'émasculation infligés aux corps des hommes noirs dans ce pays. ».
Toujours en 1994, l'autoportrait nu de Cox , Yo Mama, est inclus dans l'exposition Bad Girls organisée par Marcia Tucker au New Museum. Cox enceinte à l'époque de son deuxième fils, est la première femme enceinte pendant le programme d'études indépendantes de Whitney[réf. nécessaire]. Elle crée alors le personnage et la série de photographies Yo Mama. Sur la photo, Cox se tient nue, portant des talons hauts noirs, brandissant son fils aîné comme s'il s'agissait d'une arme. Dans Yo Mama and the Statue, Cox explore les questions de race et de genre, tout en essayant de « réconcilier son personnage d'artiste noire enceinte avec la convention masculine blanche de l'étude des musées et de la statuaire classique ».

En 1995, Cox, Fo Wilson (en) et Tony Cokes (en) créent le Negro Art Collective (NAC) pour lutter contre les fausses représentations culturelles des Noirs américains. Le collectif, en collaboration avec Creative Time (en) et Gee Street Records (en), crée une campagne d'affichage pour défier les préjugés sur la race, la criminalité et la pauvreté. « En ce qui concerne la représentation, nous devons la reprendre », explique Cox au Daily News. Le NAC s'approprie une citation de l'universitaire Charles Murray et y ajoute son propre commentaire afin de s'approprier la citation. L’idée est de présenter au public des informations réelles, qui vont à l’encontre de ce que l’on lui apprend à croire aux États-Unis. Des affiches affirment ainsi : « Surprise, surprise, en chiffres bruts, les Blancs euro-américains sont le groupe ethnique qui compte le plus de personnes en situation de pauvreté, le plus d'enfants illégitimes, le plus de personnes bénéficiant de l'aide sociale, le plus d'hommes au chômage et le plus d'arrestations pour crimes graves ». Les affiches sont affichées à Manhattan, Brooklyn et Los Angeles. Le projet s'inspire d'une question posée par le fils de cinq ans de Cox : « Pourquoi tous les Noirs sont-ils mauvais ? ».

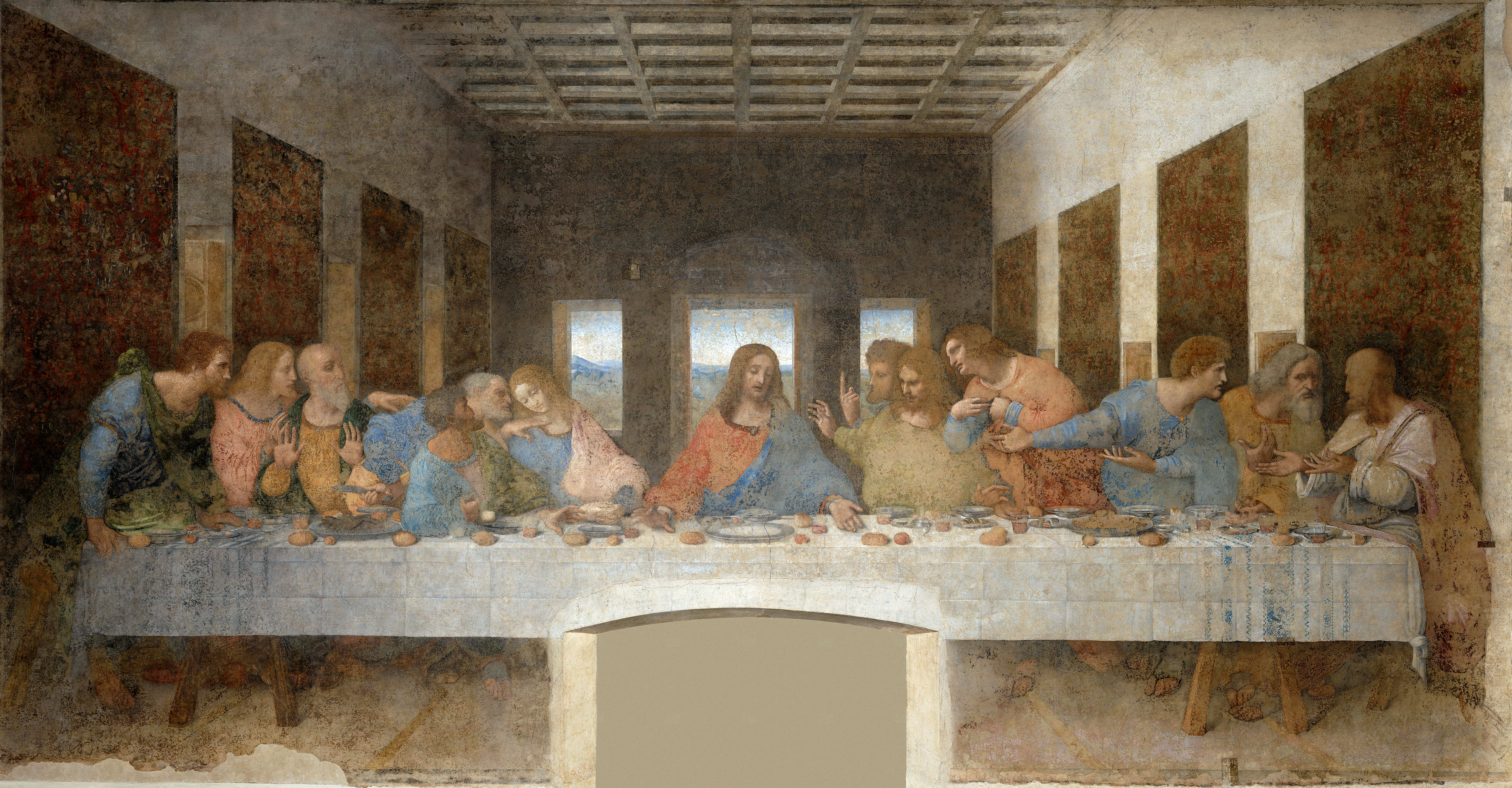
La Cène de Léonard de Vinci,(1495-1498).

En 1999, les œuvres de Cox  sont exposées à la Biennale de Venise, dans l'Oratorio di S. Ludovico, une église catholique du XVIIe siècle. Sa pièce la plus connue, Yo Mama's Last Supper, est présentée pour la première fois. Il s'agit d'une réinterprétation contemporaine de l'œuvre classique La Cène de Léonard de Vinci. Dans la réinterprétation de Cox de cette scène emblématique, elle se tient nue à la place de Jésus-Christ et est entourée des apôtres qui sont tous noirs, à l'exception de Judas, qui est blanc. En 2001, l'œuvre est présenté dans une exposition du Brooklyn Museum of Art intitulée Committed to the Image: Contemporary Black Photographers, organisée par Barbara Millstein.
En 2001, Cox expose à la galerie Robert Miller une série intitulé American Family. La série comprend des instantanés de famille, ainsi que des photographies de famille plus anciennes juxtaposées à des autoportraits érotiques et de nouvelles recréations de classiques de l'histoire de l'art. L'oœuvre Olympia's Boyz, présentée pour la première fois au Brooklyn Museum en 2001 y est exposée. Cox a écrit : « L'ensemble de son œuvre était une rébellion contre tous les rôles préétablis que je suis censée assumer en tant que femme : fille dévouée, épouse minuscule et mère aimante. ».
Plus tard cette année-là, Cox entreprend une autre série de photographies, celle-ci portant le nom de l'héroïne nationale jamaïcaine, la reine Nanny des Marrons. Dans la série, Cox  endosse le rôle de la reine Nanny, qui a mené les Marrons à la victoire lors de la première guerre des Marrons (en). La Reine Nanny des Marrons est exposée à la galerie Robert Miller en 2005. Cox expose l'ensemble de cette œuvre à la Biennale jamaïcaine en 2007, où elle remporte le prix Aaron Matalon,.
Cox continue de montrer son travail et de développer de nouveaux projets au fur et à mesure de ses inspirations. Son travail explore la géométrie sacrée et l’utilisation de fractales pour créer des kaléidoscopes sculpturaux. Soul Culture  marque son adhésion au monde numérique et son exploration continue du corps humain comme un lieu pour engager le public et évoquer la pratique d'un discours intersectionnel[réf. nécessaire]..

### Critique
Roberta Smith (en), critique d'art pour le magazine Vogue, décrit Yo Mama comme « l'une des images les plus frappantes de la partie de la côte Est de l'exposition Bad Girls … Un autoportrait imposant, il montrait l'artiste, nue à l'exception d'une paire de talons hauts noirs, tenant son fils de deux ans… L'image présente une femme, à la fois royale et érotique, qui semble singulièrement peu encline à accepter les bêtises de qui que ce soit et dont le fils grandira sans aucun doute en respectant son genre. »[réf. nécessaire]
En 2001, Yo Mama's Last Supper suscite une énorme controverse lorsque Rudy Giuliani, alors maire de New York, voit l'œuvre et accuse Cox d'être anti-catholique. Giuliani attire l'attention nationale lorsqu'il appelle à la création d'un panel chargé de définir des normes de décence pour toutes les œuvres d'art exposées dans les musées financés par des fonds publics de la ville. Giuliani déclare au Daily News qu'il ne pensait pas qu'il était juste que l'argent public soit utilisé pour profaner la religion, et pour attaquer l'origine ethnique des gens[réf. nécessaire].
Sheila F. Winborne consacre un chapitre à Yo Mama de Cox dans le livre Teaching All Nations: Interrogating the Matthean Great Commission,. Winborne écrit : « La perpétuation du mythe selon lequel le Christ blanc, représenté de manière réaliste, est supérieur à toutes les autres approches de représentation appuie l'idée que le principal problème réside dans les apparences en tant que signes de valeur culturelle et spirituelle, alors qu'en réalité, la principale préoccupation est le pouvoir de contrôler les résultats en sa faveur.  » Winborne compare ensuite Yo Mama de Cox aux représentations populaires du Christ en ajoutant : « L'idée que le Christ blanc est nécessairement l'image la plus "sainte" renforce le pouvoir des créateurs et des partisans de ce mythe, ainsi que le traitement inégalitaire persistant des autres.  ».
C'est la deuxième fois durant son mandat de maire de New York le mandat que Giuliani tente de censurer les œuvres d'art exposées dans les musées de New York et cela déclenche une controverse nationale sur les droits des artistes garantis par le premier amendement.